# Contea di Forrest
La contea di Forrest (in inglese Forrest County) è una contea dello Stato del Mississippi, negli Stati Uniti. La popolazione al censimento del 2000 era di 72 604 abitanti. Il capoluogo di contea è Hattiesburg.